# لئوناردو بیاجینی
لئوناردو بیاجینی (انگلیسی: Leonardo Biagini؛ زادهٔ ۱۳ آوریل ۱۹۷۷) بازیکن فوتبال اهل آرژانتین است که در پست مهاجم بازی می‌کرد. 
بیشتر دوران حرفه‌ای او در اسپانیا سپری شد، جایی که او در بیش از یک دهه با شش باشگاه با مجموع ۲۴۴ بازی و ۴۳ گل، ۱۴۵ بازی و ۱۸ گل در لالیگا حضور یافت.
وی همچنین در تیم ملی فوتبال زیر ۲۰ سال آرژانتین بازی کرده‌است.